# Swaprente
Swaprente is de vaste rente die de 'receiver' van een swap vraagt als vergoeding voor zijn verplichting om gedurende de looptijd van de swap een variabele rente (bijvoorbeeld 6 maands Libor of Euribor) te betalen. "Swaprente" is een gedeeltelijk vertaald woord in de Nederlandse taal, afkomstig van het Engelse swap rate. Een Nederlandse term zou kunnen worden: “ruilrente”.
Op grond van de swaprente voor verschillende looptijden is het mogelijk een swapcurve, d.w.z. yieldcurve van swaprates samen te stellen. Deze yieldcurve kan gebruikt worden als een proxy voor benchmark voor rentes. Dit wordt bijvoorbeeld gedaan door de Europees Commissie.
Bij de beoordeling van de verplichtingen van pensioenfondsen en verzekeringsmaatschappijen was de (de yieldcurve gebaseerd op de) swaprente bepalend. Bij rentecontracten langer dan 20 jaar was er volgens de Europese Commissie te weinig sprake van voldoende onderlinge ruilhandel. Daarom kwam zij in 2012 met de ultimate forward rate, welke langstetermijnrente op een vast historisch bepaald niveau van 4,2% werd vastgezet op het ijkpunt van 60 jaar. Tussen 20 en 60 jaar moet dan altijd worden geëxtrapoleerd richting dit asymptotische punt toe.

## Marktverstoring door centrale banken
Sinds de kredietcrisis houden de centrale banken aangevoerd door de Federal Reserve de rente dicht bij de nul procent. Mede hierdoor zijn de swaprentes naar steeds lagere niveaus gedaald, omdat dit immers een risicovrije rente is. Het failliet gaan van de geldlener mag geen rol spelen dus de debiteur is zeer bonafide en kan zo zelf vaak tegen 0% bij de centrale bank lenen. Het gevolg is wel dat de swaprente als rekenrente voor pensioenfondsen en verzekeraars geen waarheidsgetrouw beeld meer geeft van de beleggingsresultaten van deze instellingen, die decennialang rendementen van gemiddeld 5 tot 7% behalen.

## Voetnoot
1. ↑  http://ec.europa.eu/competition/state_aid/legislation/swap_rates_en.html
2. ↑  Brief Minister Kamp over de ultimate forward rate 30 mei 2012